# Bentley Brooklands Coupé
Bentley Brooklands Coupé — двухдверный хардтоп, выпускавшийся с 2008 по 2011 год на базе кабриолета Bentley Azure (позднее — Bentley Arnage).

## Описание
Brooklands Coupé — автомобиль ручной сборки, выпущенный в очень ограниченном количестве с использованием традиционных методов кузовного ремонта и мастерства в работе с деревом и кожей. Он является истинным преемником снятых с производства Bentley Continental R и T. За всю историю производства было выпущено 550 автомобилей, поставки начались в первой половине 2008 года, а три года спустя производство было прекращено.
Brooklands оснащён 6,75-литровым двигателем Rolls-Royce OHV V8 с двойным турбонаддувом мощностью 395 кВт (530 л. с.) и крутящим моментом 1050 Н·м. Модель была показана в 11-м сезоне Top Gear с Джереми Кларксоном за рулём, и из-за большого крутящего момента у автомобиля взорвалась одна из шин во время заноса после продолжительной агрессивной езды с отключённой системой контроля тяги.
Разгон до 97 км/ч (60 миль/ч) составляет примерно 5 секунд, а максимальная скорость — в районе 296 км/ч. С дополнительной керамической тормозной системой из карбида кремния, армированного углеродным волокном (C/SiC), с 14-дюймовыми углеродными тормозными дисками SGL (только с 20-дюймовыми колёсами), новый Brooklands обладал большей тормозной способностью, чем любой другой легковой автомобиль. Задняя стойка отсутствует.
В 2011 году автомобиль был снят с производства.

## Технические характеристики
- Мощность: 395 кВт (530 л. с.) при 4000 об/мин
- Крутящий момент: 1050 Н⋅м при 3250 об/мин
- Разгон до 97 км/ч (60 миль/ч): 5,0 сек.
- Разгон до 100 км/ч: 5,3 сек.
- Максимальная скорость: 296 км/ч
- Разгон до 161 км/ч: 11,7 сек.

## Галерея

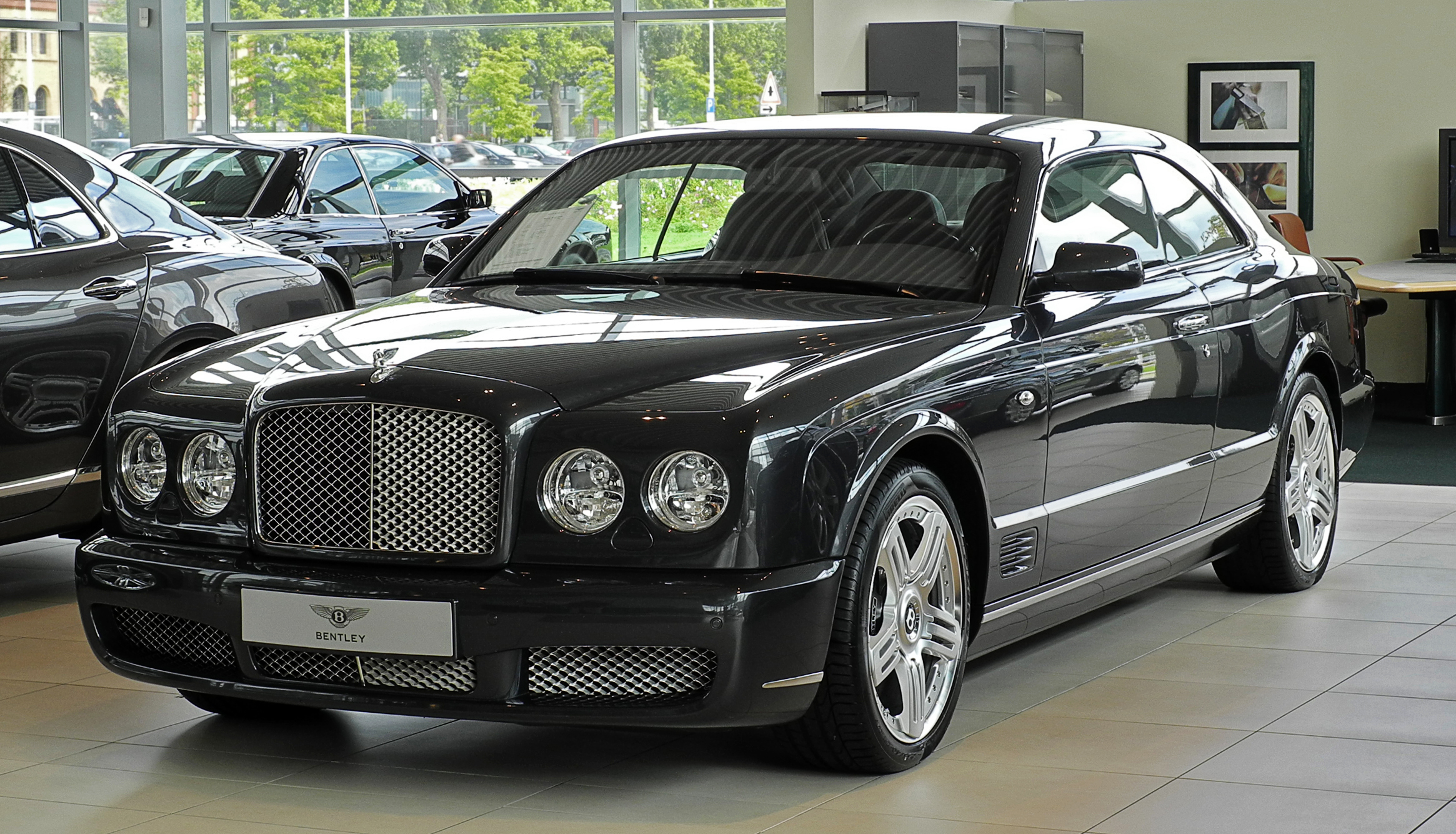
Вид спереди
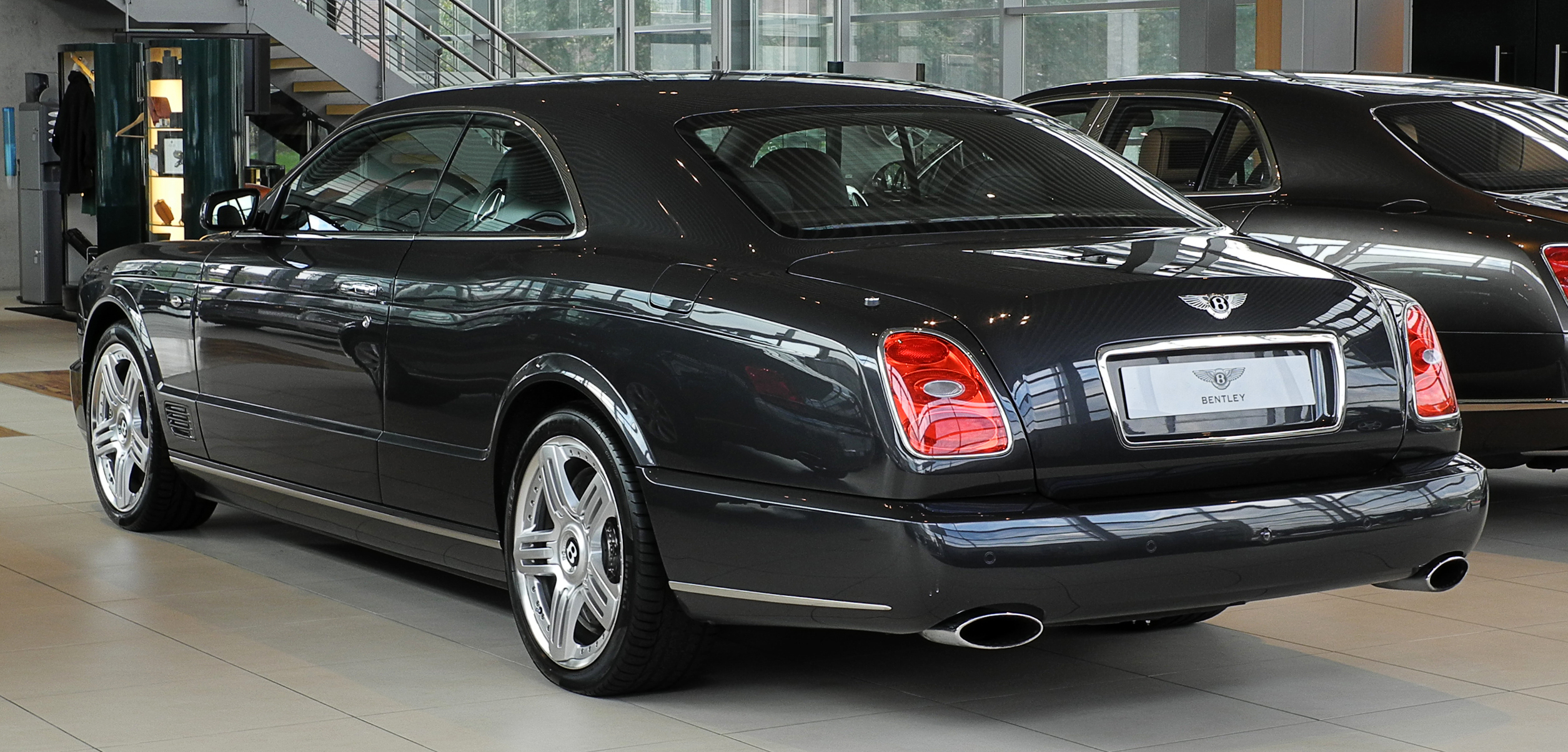
Вид сзади